# Yell County
Yell County är ett administrativt område i delstaten Arkansas, USA. År 2010 hade countyt 22 185 invånare. De administrativa huvudorterna (county seat) är Danville och Dardanelle. 
Countyt grundades 1840 och har fått sitt namn efter guvernör Archibald Yell. 

## Geografi
Enligt United States Census Bureau så har countyt en total area på 2 458 km². 2 404 km² av den arean är land och 54 km² är vatten.

### Angränsande countyn
- Pope County  - nord
- Conway County  - nordöst
- Perry County  - öst
- Garland County  - sydöst
- Montgomery County  - syd
- Scott County  - väst
- Logan County  - nordväst